# (20785) Mitalithakor
(20785) Mitalithakor (2000 RO60) – planetoida z pasa głównego asteroid okrążająca Słońce w ciągu 3,76 lat w średniej odległości 2,42 j.a. Odkryta 3 września 2000 roku.